# Argentina Brunetti
Pour les articles homonymes, voir Brunetti.
Argentina Brunetti est une actrice américaine née le 31 août 1907 à Buenos Aires (Argentine), morte le 20 décembre 2005 à Rome (Italie).

## Biographie
Argentina Brunetti est la fille de l'actrice américaine d'origine italienne Mimi Aguglia (1884-1970).

## Filmographie
- 1946 : Gilda de Charles Vidor
- 1946 : The Return of Monte Cristo (en)
- 1946 : La Vie est belle (It's a Wonderful Life) : Mrs. Martini
- 1946 : Californie terre promise (California) : Elvira
- 1947 : High Tide : Mrs. Cresser
- 1947 : Taïkoun (Tycoon) : Señora Ayora
- 1948 : Man-Eater of Kumaon (en) : Sita
- 1948 : Tenth Avenue Angel
- 1948 : Deux Nigauds toréadors (Mexican Hayride)
- 1949 : Les Ruelles du malheur (Knock on Any Door) : Ma Romano
- 1949 : El Paso, ville sans loi (El Paso) de Lewis R. Foster
- 1949 : Les Insurgés (We Were Strangers)
- 1949 : La Maison des étrangers (House of Strangers)
- 1949 : Le Danube rouge (The Red Danube)
- 1949 : Holiday in Havana (en) de Jean Yarbrough : Mrs. Estrada
- 1950 : The Blonde Bandit (en) : Mama Sapelli
- 1950 : Haines (The Lawless) : Mrs. Rodriguez
- 1950 : La Flèche brisée (Broken Arrow) : Nalikadeya, Cochise's Wife
- 1950 : Les Âmes nues (Dial 1119) de Gerald Mayer
- 1950 : Southside 1-1000 (en) : Storekeeper Babo's Wife
- 1951 : Le Grand Caruso (The Great Caruso) : Mrs. Barretto
- 1951 : Ghost Chasers (en) : Mrs. Parelli
- 1951 : Sirocco de Curtis Bernhardt
- 1951 : Les Amants de l'enfer (Force of Arms) de Michael Curtiz : Signora Maduvalli
- 1952 : The Fighter (en) : Maria
- 1952 : Rose of Cimarron (en) : Red Fawn
- 1952 : Aventure à Rome (When in Rome) de Clarence Brown : Mrs. Lugacetti
- 1952 : Apache War Smoke (it) : Madre
- 1952 : Woman in the Dark (en) : « Mama » Morello
- 1952 : Ma cousine Rachel (My Cousin Rachel) : Signora
- 1953 : Tropic Zone : Tia Feliciana
- 1953 :  Les Rebelles de San Antone (en) (San Antone)
- 1953 : The Caddy : Mama Anthony
- 1953 : Capitaine King (King of the Khyber Rifles) : Lali
- 1954 : Ultime sursis (Make Haste to Live) de William A. Seiter : Mrs. Gonzales
- 1955 : Les Îles de l'enfer (Hell's Island)
- 1955 : Le Fils prodigue (The Prodigal)
- 1955 : Horizons lointains (The Far Horizons)
- 1955 : Quand le clairon sonnera (The Last Command) : Maria
- 1955 : Les Implacables (The Tall Men) : Maria la couturière
- 1955 : La Mousson (The Rains of Ranchipur) : Mrs. Adoani
- 1956 : Quadrille d'amour (Anything Goes) de Robert Lewis : Suzanne
- 1957 : Duel at Apache Wells : Tia Maria
- 1957 : Terre sans pardon (Three Violent People) : Maria
- 1957 : La Femme et le rôdeur (The Unholy Wife) : Theresa
- 1957 : Rendez-vous avec une ombre (The Midnight Story) : Mama Malatesta
- 1957 : Les Frères Rico (The Brothers Rico) de Phil Karlson : Mrs. Rico
- 1958 : Showdown at Boot Hill : Mrs. Bonaventura
- 1959 : Bagarre au-dessus de l'Atlantique (Jet Over the Atlantic) de Byron Haskin : Miss Hooten
- 1960 : The Gun of Zangara : Propriétzire du restaurant
- 1960 : Au nom de la loi (TV)  : saison 3 épisode 7 (Le témoin/ The withness) : Juanita Domingo
- 1961 : The George Raft Story : Mrs. Raft
- 1962 : The Horizontal Lieutenant
- 1962 : Le Pigeon qui sauva Rome (The Pigeon That Took Rome)
- 1964 : Le Cirque du docteur Lao (7 Faces of Dr. Lao) : Sarah Benedict
- 1964 : La diligence partira à l'aube (Stage to Thunder Rock) de William F. Claxton : Sarita
- 1965 : Piège au grisbi (The Money trap) de Burt Kennedy
- 1966 : L'Homme de la Sierra (The Appaloosa)
- 1967 : Minuit sur le grand canal (The Venetian Affair) : la religieuse
- 1968 : The Shakiest Gun in the West : Squaw
- 1977 : Flight to Holocaust (TV) : femme dans l'ascenseur
- 1977 : Le Rayon bleu (Blue Sunshine) : Mrs. Rosella
- 1977 : Black Market Baby (TV) : tante Imelda
- 1980 : Timide et sans complexe (Tenspeed and Brown Shoe) (TV)
- 1980 : Fatso (en) : Zi Jule
- 1981 : Evita Peron (TV)
- 1963 : Hôpital central (General Hospital) (série TV) : Filomena Soltini (1985-1988)
- 1998 : Lookin' Italian : grand-mère
- 2002 : The 4th Tenor : voisine